# Markus Völter

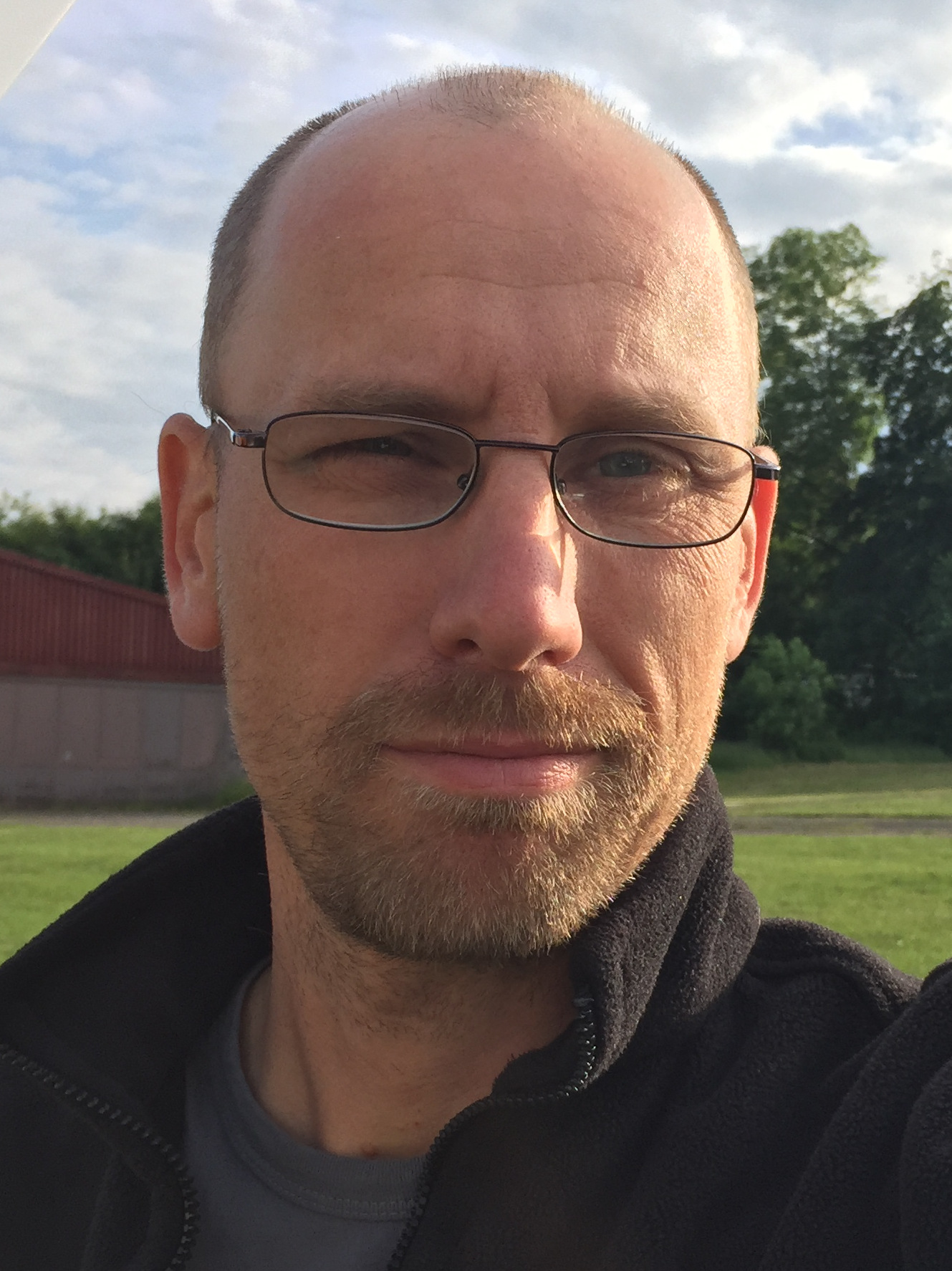
Markus Völter

Markus Völter (* 1974 in Heidenheim an der Brenz, Deutschland) ist ein deutscher Podcaster, Autor und Referent zum Thema Softwarearchitektur. Er ist spezialisiert auf modellgetriebene Softwareentwicklung und domänenspezifische Sprachen.

## Werdegang
Nach dem Abitur am Werkgymnasium Heidenheim begann Völter mit der Softwareentwicklung in den 1990er Jahren. Er war wesentlich an der Gründung und Entwicklung des Open-Source-Projektes openArchitectureWare beteiligt, bevor dieses ein Teil der Eclipse-Werkzeugplattform wurde.
Während dieser Zeit schrieb Völter verschiedene Bücher zum Thema Softwareentwicklung und gründete im Jahr 2006 den Podcast Software Engineering Radio, für den er 180 Folgen produzierte. Der Podcast wurde 2012 von IEEE Software übernommen, wo inzwischen über 270 Episoden unter einer Creative Commons Lizenz angeboten werden. Zwischen 2009 und 2011 war Markus Völter Mitglied der Redaktion des SoftwareArchitekTOUR-Podcasts von Heise online.
Des Weiteren produzierte Völter den Wissenschafts- und Technikpodcast omega tau. In diesem Zusammenhang erschien im Frühjahr 2020 das Buch Once you start asking zu einigen der Themen aus dem Podcast. Der Podcast endete im Januar 2024.
Markus Völter arbeitet als freiberuflicher Softwareentwickler und engagiert sich für das Open-Source-Projekt mbeddr. Bei diesem handelt es sich um eine integrierte Sprachumgebung auf Basis von JetBrains MPS zur Entwicklung von eingebetteten Systemen mittels der Programmiersprache C.

## Werke
- Markus Völter, Thomas Stahl: Modellgetriebene Softwareentwicklung: Techniken, Engineering, Management, dpunkt, ISBN 3-89864-310-7.
- Markus Völter: DSL Engineering: Designing, Implementing and Using Domain-Specific Languages, CreateSpace Independent Publishing Platform, ISBN 1-4812-1858-1
- Markus Völter, Michael Kircher, Uwe Zdun: Remoting Patterns: Foundations of Enterprise, Internet and Realtime Distributed Object Middleware, Wiley Series in Software Design, ISBN 0-470-85662-9
- Markus Völter: Generic Tools, Specific Languages, CreateSpace Independent Publishing Platform, ISBN 1-5003-5943-2
- Markus Völter: Server Component Patterns: Component Infrastructures Illustrated with EJB, Wiley Software Patterns Series, ISBN 0-470-84319-5
- Markus Völter, Dragos Manolescu, James Noble: Pattern Languages of Program Design 5 Paperback, Addison-Wesley Professional, ISBN 0-321-32194-4